# Boiensdorf
Boiensdorf ist eine Gemeinde im Nordosten des Landkreises Nordwestmecklenburg in Mecklenburg-Vorpommern. Die Gemeinde wird vom Amt Neuburg mit Sitz in der gleichnamigen Gemeinde verwaltet.

## Geografie
Boiensdorf liegt nördlich der Hansestadt Wismar, zum Gemeindegebiet gehört die Halbinsel Boiensdorfer Werder, die etwa einen Kilometer weit in die Mecklenburger Bucht der Ostsee ragt. Die Halbinsel trennt das Salzhaff von der Meerenge der Zaufe. Gegenüber der Halbinsel liegen die Inseln Poel und Langenwerder sowie im Norden die Halbinsel Wustrow.
Der 1200 Meter von der Küste entfernte Scharberg ist mit 54 Metern über NHN die höchste Erhebung im Küstengebiet zwischen Wismar und Rerik.
Umgeben wird Boiensdorf von den Nachbargemeinden Am Salzhaff im Nordosten, Alt Bukow im Osten, Neuburg im Südosten sowie Blowatz im Süden.
Zu Boiensdorf gehören die Ortsteile Niendorf und Stove.

## Geschichte
Als Boydwinesdorf taucht der Ort 1262 erstmals in einer Urkunde auf.
Am 1. Juli 1950 wurden die bisher eigenständigen Gemeinden Niendorf bei Blowatz und Stove eingegliedert.

## Politik

### Dienstsiegel
Die Gemeinde verfügt über kein amtlich genehmigtes Hoheitszeichen, weder Wappen noch Flagge. Als Dienstsiegel wird das kleine Landessiegel mit dem Wappenbild des Landesteils Mecklenburg geführt. Es zeigt einen hersehenden Stierkopf mit abgerissenem Halsfell und Krone und der Umschrift „GEMEINDE BOIENSDORF • LANDKREIS NORDWESTMECKLENBURG“.

## Sehenswürdigkeiten
- Holländerwindmühle in Stove aus dem Jahr 1889; funktionierendes technisches Denkmal, für ganzjährigen Besuch geöffnet

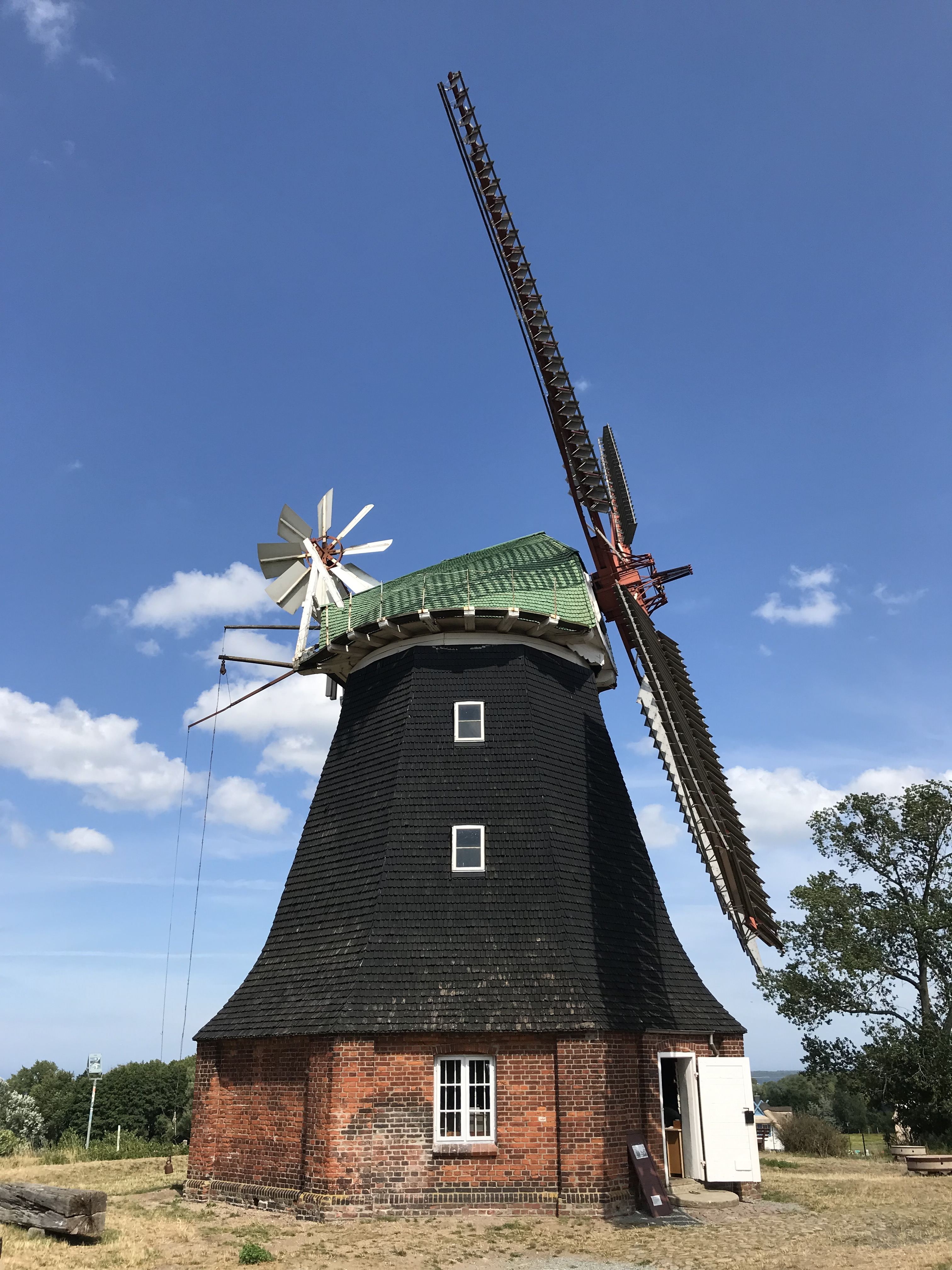
Stover Holländermühle
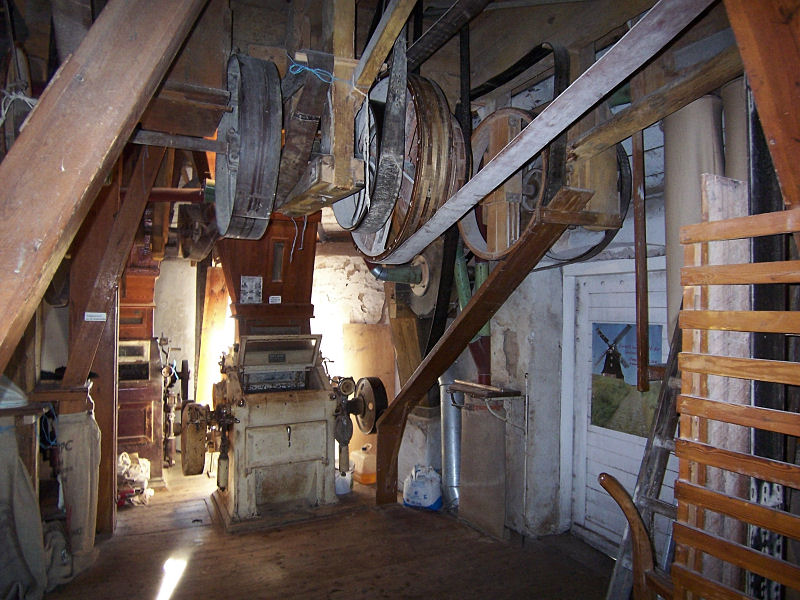
Innenraum mit Transmissionwelle
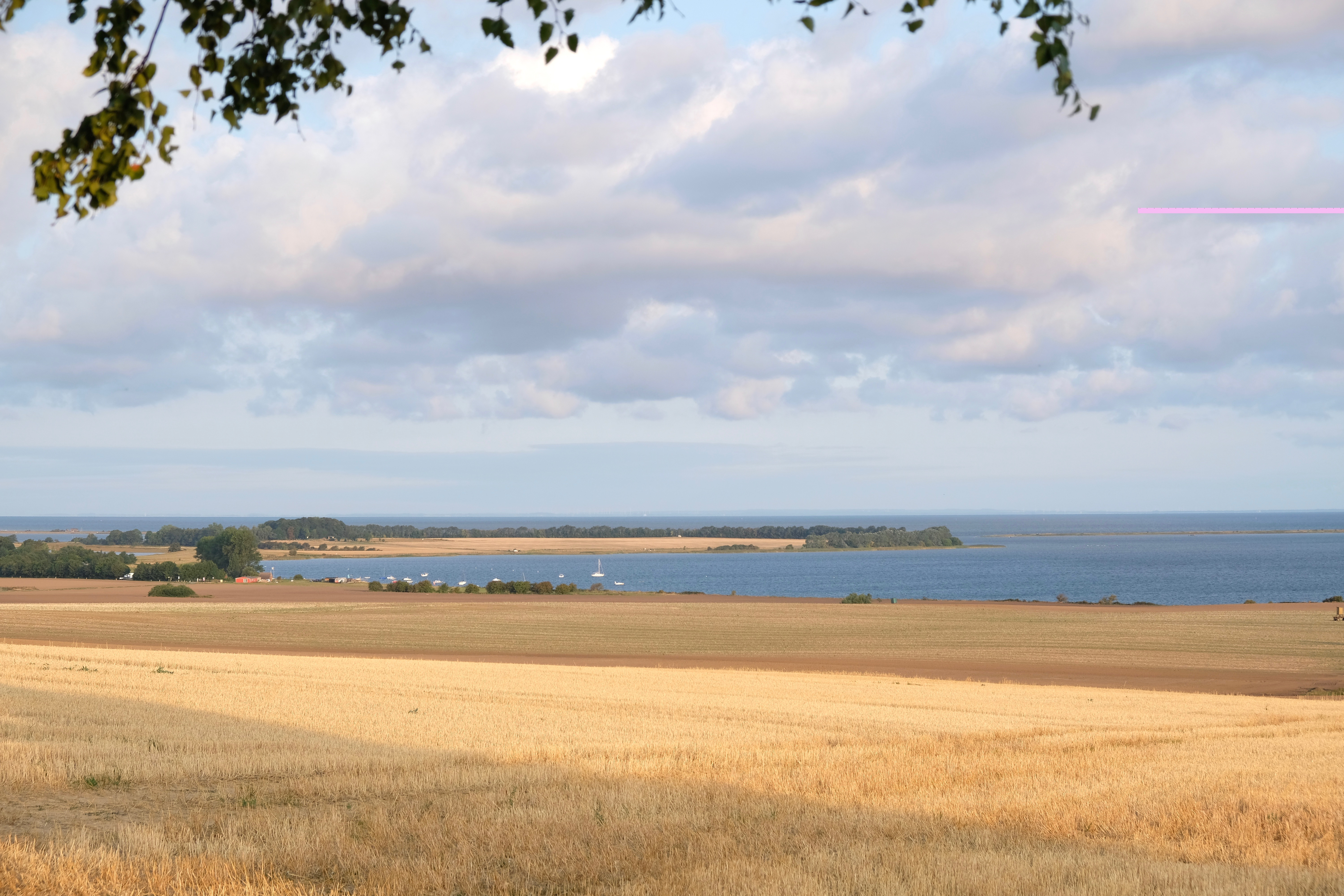
Blick auf das Salzhaff – bei Boiensdorf
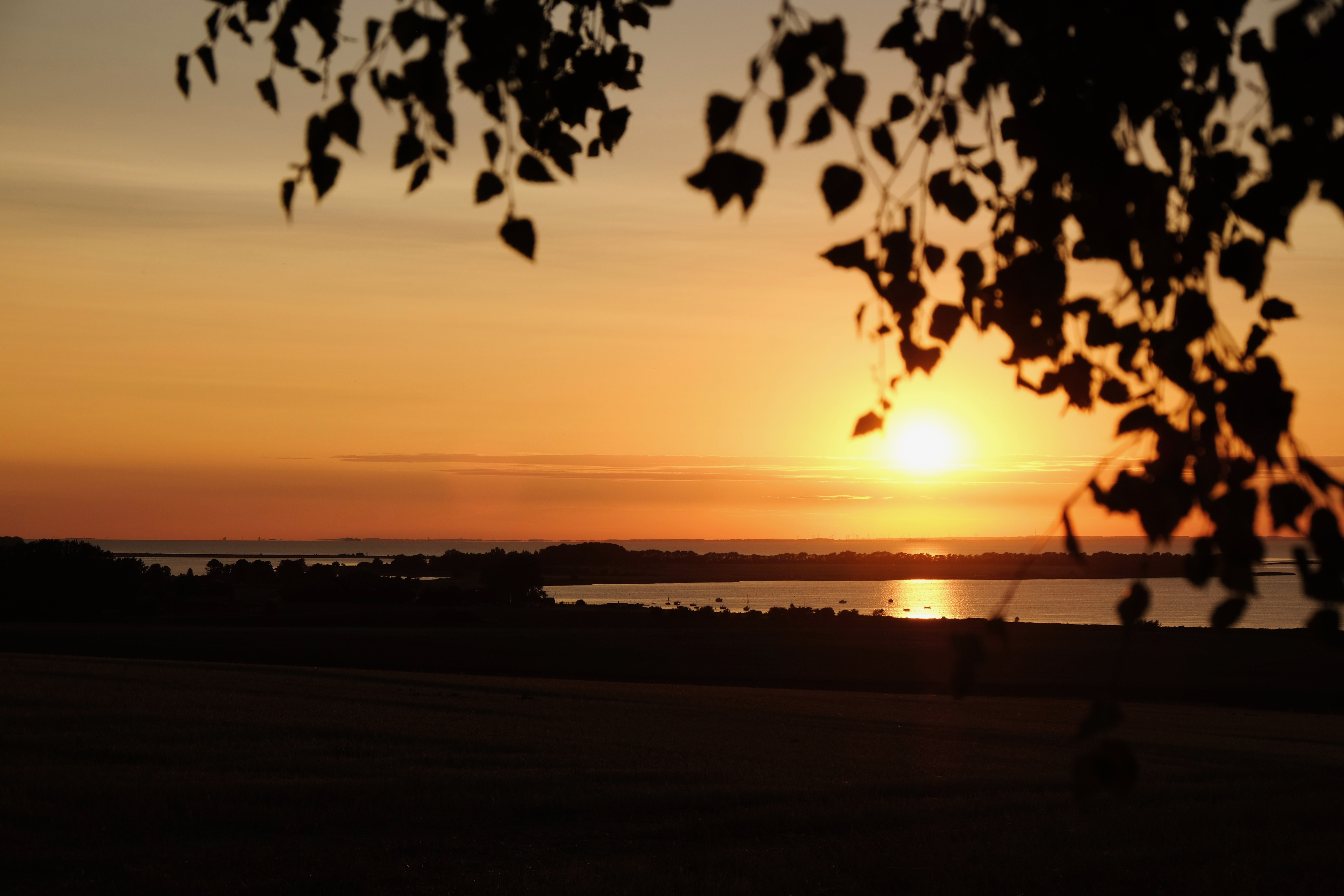
Salzhaff Sonnenuntergang bei Boiensdorf
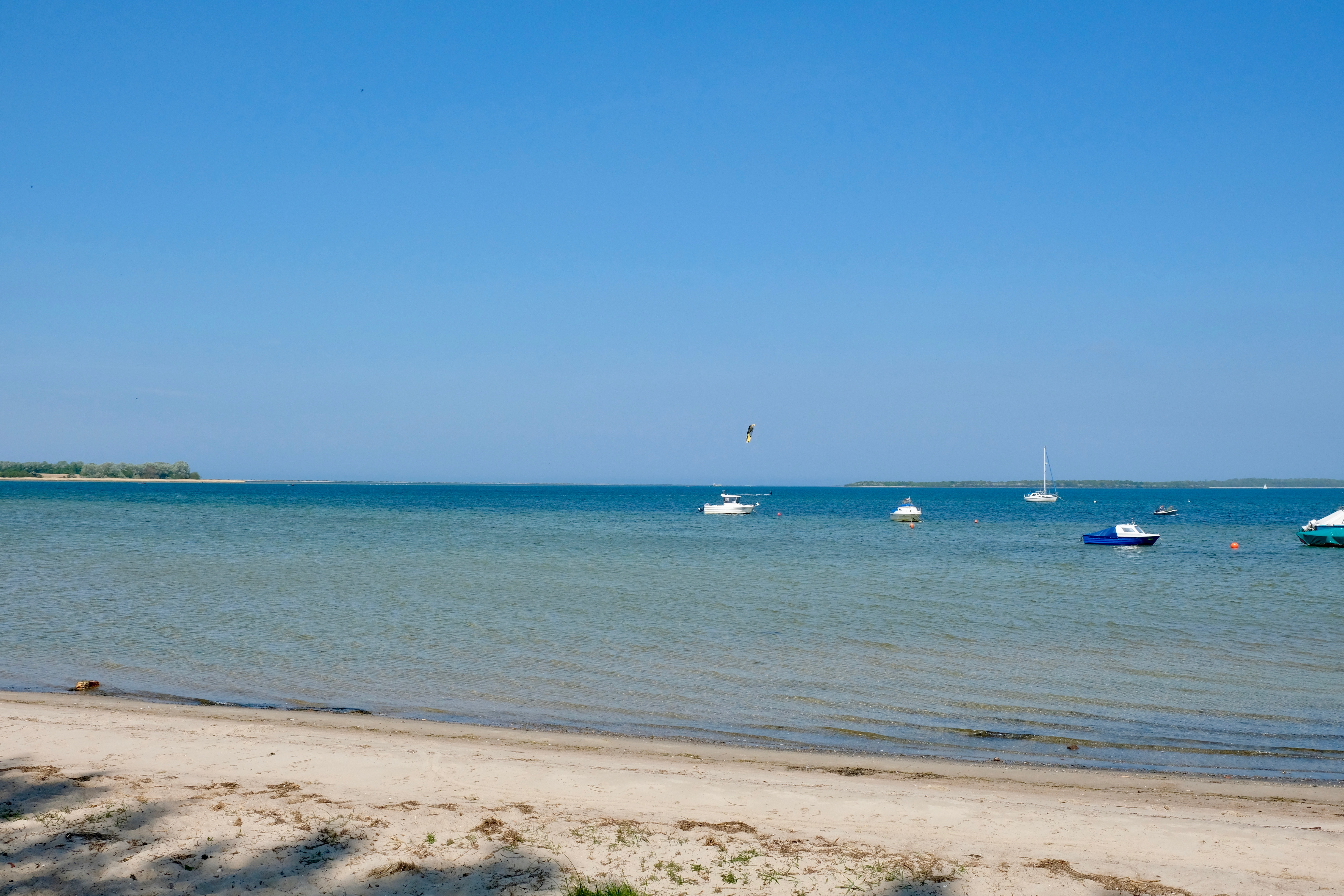
Naturstrand Boiensdorf

## Wirtschaft und Infrastruktur
Neben der Landwirtschaft und der Fischerei prägen mehrere Kleinunternehmen die Gemeinde. Die Tourismussparte ist mit dem Campingplatz auf dem Boiensdorfer Werder, gastronomischen Einrichtungen und Pensionen vertreten.

### Verkehrsanbindung
Die Gemeinde liegt an der annähernd parallel zur B 105 verlaufenden Verbindungsstraße von Wismar nach Rerik. Im acht Kilometer entfernten Neubukow besteht Anschluss an die Bahnstrecke Wismar–Rostock.